# Ислам в Нигере

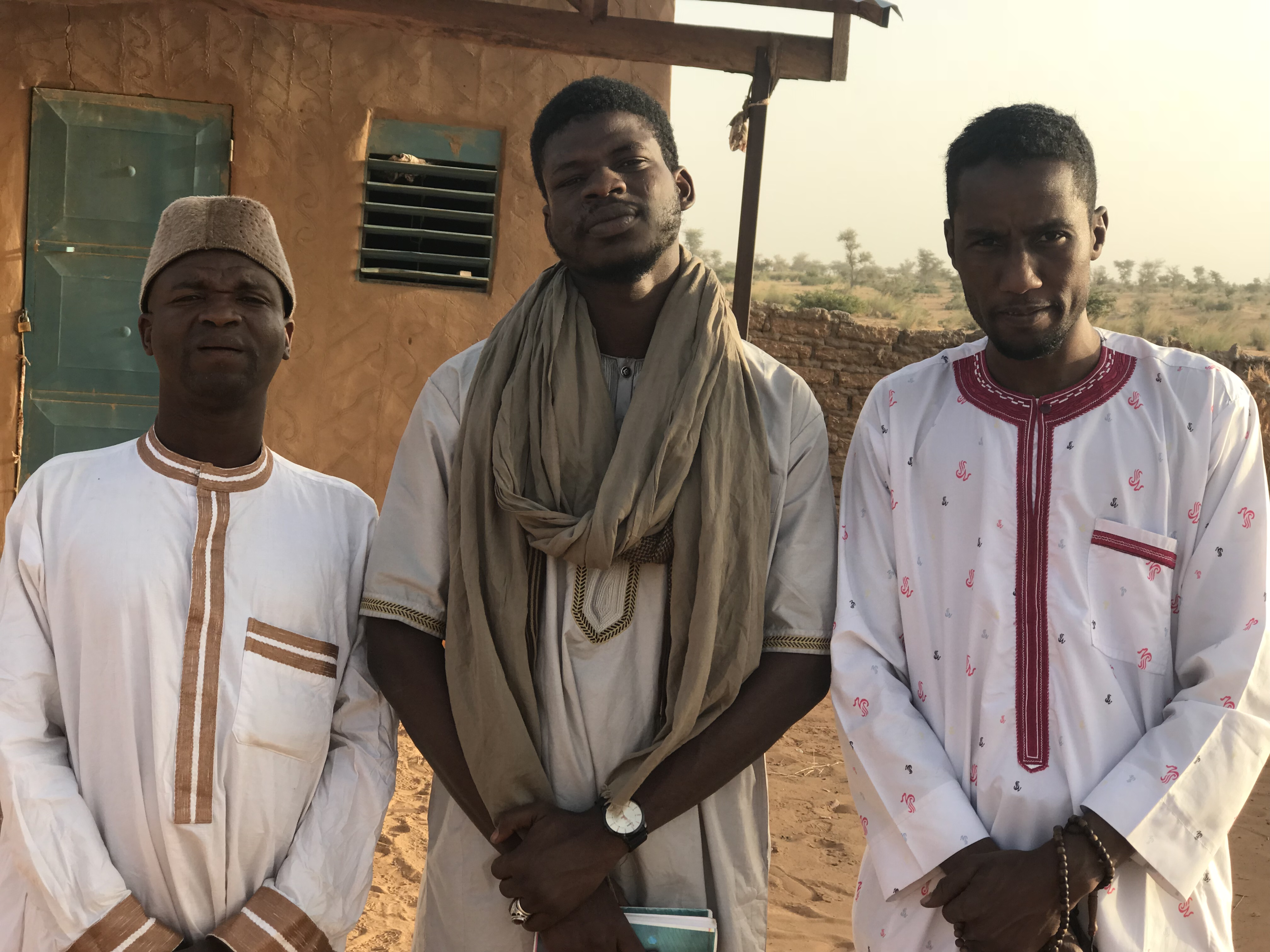
Студенты мусульмане

Ислам в Нигере — религия подавляющего большинства. Его исповедует от 92 до 98 % населения страны.

## История
В XI веке туареги населявшие в то время северные территории современного Нигера подверглись исламизации и арабизации. 
Широкому распространения ислама способствовала транссахарская торговля с Магрибом и Египтом, а также включение территорий Нигера в Сонгайское торговое государство и султанат Аир в XV веке. 
В XVII веке экспансия туарегов с севера, завершившаяся захватом ими оазисов привела к распространению ислама практически по всей территории современного Нигера. В начале XIX века земли на юго-западе страны были вовлечены в Джихад Фулани. 
Большое влияние в распространении ислама в Нигере играли суфийские братства. Район вокруг города Сай на реке Нигер был центром суфийского религиозного образования и богословско-правовой школы Маликитского мазхаба, распространенной клериками фулани в начале XIX века. В то время как суфийские ордена Кадирия с XIX веке доминирует в Северном и Восточном Нигере, а также в тех областях, которые находились под властью халифата Сокото. К концу XIX века мусульмане стали религиозным большинством. Первые два десятилетия XX века стали временем подъема тиджании, особенно на западе страны. Воинствующий антиколониальный хаммаллизм распространился из Мали на северо-запад в 20-х годах XX века, в то время как большая часть восстания групп туарегов в Каосене была вдохновлена тарикатом санусия распространившейся с территории современной Ливии. В конце XX — начале XXI века сенегальские суфийские учителя-ньясисты распространили своё учение в районе Досо. Миссионерские группы из Саудовской Аравии финансируют в Нигере ваххабитское общины. 

## Современное положение
Большинство мусульман (95%) — сунниты, шииты составляют примерно 5% нигерских мусульман. В стране наиболее распространена маликитская религиозно-правовая школа. В южных районах страны влиятелен суфийский орден тиджания, в центральных — кадырия. В Агадесе, Бильме и на границе с Чадом есть сенуситы. В крупных городах есть общины ахмадитов (с 1956 года). В столице страны и в Маради есть ваххабиты.